# Alconera (kommunhuvudort)
Alconera är en kommunhuvudort i Spanien.   Den ligger i provinsen Provincia de Badajoz och regionen Extremadura, i den sydvästra delen av landet, 300 km sydväst om huvudstaden Madrid. Alconera ligger 467 meter över havet och antalet invånare är 767.
Terrängen runt Alconera är platt österut, men västerut är den kuperad. Runt Alconera är det glesbefolkat, med 17 invånare per kvadratkilometer. Närmaste större samhälle är Zafra, 4,7 km öster om Alconera. Trakten runt Alconera består till största delen av jordbruksmark.